# Nösenberg
Die Ortslage Nösenberg im Wohnquartier Schöller-Dornap im Wuppertaler Stadtbezirk Vohwinkel geht auf eine alte Hofschaft zurück.

## Lage
Die Hofschaft befindet sich im Norden des Stadtteils. westlich an der Bahnstraße, die als Bundesstraße 224 klassifiziert ist.
Benachbarte Ortslagen sind: Wieden, Sandfeld, Haus Lüntenbeck, Tesche. Buntenbeck und Dornap.

## Geschichte
In dem Kartenwerk Topographia Ducatus Montani des Erich Philipp Ploennies aus dem Jahre 1715 ist der Ort mit dem Namen ‚Nüsenberg‘ eingezeichnet. Auf einer Karte von 1824 ist die Ortslage als ‚a. Nösenberg‘ verzeichnet.
Im Gewerbegebiet Nösenberg (auch Gewerbegebiet Bahnstraße) das östlich der Bahnstraße ab 2005 erschlossen wurde, hat seit 2007 die GEPA – The Fair Trade Company ihren Sitz.
Historische Bausubstanz ist noch erhalten.